# STS-31
STS-31 (englisch Space Transportation System) ist eine Missionsbezeichnung für das US-amerikanische Space Shuttle Discovery (OV-103) der NASA. Der Start erfolgte am 24. April 1990. Es war die 35. Space-Shuttle-Mission und der zehnte Flug der Raumfähre Discovery. Hauptaufgabe dieser Mission war es, das Hubble-Weltraumteleskop auszusetzen.
Die Mission war ursprünglich für Oktober 1986 unter der Bezeichnung STS-61-J mit der Atlantis geplant, wurde jedoch aufgrund der Challenger-Katastrophe ausgesetzt.

## Mannschaft
- Loren Shriver (2. Raumflug), Kommandant
- Charles Bolden (2. Raumflug), Pilot
- Steven Hawley (3. Raumflug), Missionsspezialist
- Bruce McCandless (2. Raumflug), Missionsspezialist
- Kathryn Sullivan (2. Raumflug), Missionsspezialistin

Als die Mannschaft für einen Start im Herbst 1986 aufgestellt wurde, war John Young als Kommandant vorgesehen. Dieser wurde durch Loren Shriver ersetzt. Bolden und Hawley waren bereits während der Mission STS-61-C 1986 gemeinsam im All gewesen.

## Missionsüberblick
Der Shuttle-Start fand nach diversen Problemen am 24. April 1990 um 8:33:51 Uhr Ortszeit im Kennedy Space Center statt. Die Startmasse betrug 112.994 Kilogramm. Die Orbithöhe war bei STS-31 mit 611 Kilometer über der Erdoberfläche die höchste aller Shuttle-Missionen. Ein solch außergewöhnlich hoher Orbit war deswegen notwendig, da das Hubble-Teleskop in dieser Höhe ausgesetzt werden sollte.
Der außergewöhnlich hohe Orbit wurde auch genutzt, um mittels zwei IMAX-Kameras (welche die einzige weitere Nutzlast waren) besondere Bilder der Erde aufzunehmen, welche so auf niedrigeren Orbits nicht machbar sind. Auch wurde zum Beispiel das Aussetzen des Hubble-Teleskops mit den IMAX-Kameras gedreht. Daneben fanden noch einige wissenschaftliche Experimente statt. Das sogenannte De-Orbiting-Manöver, bei dem das Shuttle letztmals seine Triebwerke zündet, um wieder zur Erde zurückzukehren, hatte mit einer Brenndauer der Triebwerke von 4 Minuten und 58 Sekunden die längste Dauer aller bisherigen De-Orbiting-Manöver. Dies war wiederum bedingt durch den hohen Orbit.
Die Landung fand am 29. April 1990 um 6:49:57 Uhr Ortszeit auf der Edwards Air Force Base statt. Das Shuttle benötigte 61 Sekunden zum Ausrollen auf der Landebahn und legte dabei 2705 Meter zurück. Erstmals wurden Kohlenstoffbremsen bei der Landung eines Space-Shuttles benutzt. Die Landemasse betrug 85.783 Kilogramm. Die Discovery kehrte am 8. Mai 1990 auf dem Rücken einer speziell umgebauten Boeing 747-100, dem Shuttle Carrier Aircraft, zum Kennedy Space Center zurück.